# (19954) Shigeyoshi
(19954) Shigeyoshi est un astéroïde de la ceinture principale.

## Description
(19954) Shigeyoshi est un astéroïde de la ceinture principale. Il fut découvert le 14 novembre 1982 à Kiso par Hiroki Kosai et Kiichiro Hurukawa. Il présente une orbite caractérisée par un demi-grand axe de 2,29 UA, une excentricité de 0,14 et une inclinaison de 6,5° par rapport à l'écliptique.